# Poliporte
Poliporte o Ptoliporte (in greco antico: Π(τ)ολιπόρθης?, P(t)olipórthēs, "distruttore di rocche", epiteto del padre) è un personaggio della mitologia greca, figlio di Odisseo e di Penelope. Nacque dopo il ritorno di suo padre a Itaca in seguito alla guerra di Troia, ma dovette aspettare circa dieci anni prima di rivederlo. Compare nella Telegonia, poema che conclude il ciclo troiano.

## Il mito
Odisseo accettò un esilio di dieci anni, stabilito da Neottolemo che era stato chiamato a dirimere la contesa tra i padri dei Proci (in cerca di vendetta per la strage compiuta dall'eroe) e il re di Itaca. Tiresia, vecchio profeta che sapeva prevedere il futuro, una volta incontrato Odisseo gli predisse che la sua fine sarebbe giunta dal mare, e gli diede istruzioni per placare l'ira di Poseidone. Secondo quindi la Telegonia Odisseo sarebbe giunto in Tesprozia, e una volta effettuati i sacrifici al dio, incontra e sposa la bella regina Callidice; da questa unione nasce Polipete. Insieme alla sua nuova sposa Ulisse rivive i fasti bellici, conducendo i Tesproti in guerra contro i Brigi. In questo contesto le truppe dell'eroe vengono messe in rotta da Ares fronteggiato da Atena fintanto che Apollo non li separa. Soltanto dopo la morte di Callidice Odisseo lascia la Tesprozia, il cui regno passa nelle mani del figlio Polipete, e rincasa per sempre ad Itaca dove trova un nuovo figlio natogli da Penelope, Poliporte.
Poliporte sarebbe quindi stato generato nell'unica notte che Ulisse trascorse con Penelope al suo ritorno a Itaca al termine della guerra di Troia . Questa narrazione è confermta anche da Pausania (8. 12. 6) che scrisse  che il poema Tesprotide, il cui teso è andato perduto nel tempo, si narrava che Penelope avesse dato ad Ulisse un figlio chiamato Ptoliporte 
Oltre ai vari fratellastri, Poliporte aveva due fratelli, Telemaco e Arcesilao.

## Pareri secondari
Talune tradizioni affermano che Odisseo, prima di arrivare in Tesprozia si fermò in Etolia. Ospite del re Toante, sposò sua figlia (o la sedusse non rispettando le regole della xenia) e da lei ebbe un figlio, chiamato Leontofono.
Secondo Aristotele e Ditti Cretese, Telemaco sposò Nausicaa poco dopo la fine dell'Odissea, ignorando la tradizione che vedeva Telemaco sposare Circe una volta morto il padre. Nausicaa gli partorì un figlio chiamato Persepoli o Ptoliporto, simile nel nome proprio a Poliporte.